# Vasilis Torosidis
Vasilis Torosidis (em grego, Βασίλης Τοροσίδης: Xanthi, 10 de junho, 1985) é um futebolista grego que atua como lateral. Atualmente, joga pelo Olympiakos.

## Carreira

### Skoda Xanthi
Crescido na base do Skoda Xanthi, estreou na equipe principal em 19 de abril de 2003, aos 17 anos. Marcou o primeiro gol na primeira divisão grega contra o Iraklis em 17 de outubro de 2005.
Foi também com o Skoda Xanthi que debutou nas competições da UEFA. Durante a partida  Middlesbrough-Skoda Xanthi (2-0), entrou no lugar de Diego Quintana no 67º minuto de jogo.
Após cinco temporadas com o Xanthi - nas quais disputou 76 partidas pelo campeonato e 3 pela UEFA Cup -, transferiu-se para o Olympiakos em janeiro de 2007.

### Olympiakos
Assinalou o primeiro gol com a camisa do Olympiakos em 24 de janeiro de 2007 ante o PAOK. Estreou na Champions League em 18 de outubro de 2007 contra a Lazio. A 2 de outubro de 2008, fez o seu primeiro gol na UEFA Cup diante do Nordsjælland.
Lateral de origem, durante a temporada 2009-10 atuou também como meio-campista.

### Roma
Dia 23 de janeiro de 2013 assinou contrato com a Roma.

## Seleção Grega
Entre 2003 e 2005, Torosidis jogou pelas seleções gregas sub-19 e sub-21. Em 24 de março de 2007 aconteceu o seu primeiro jogo pela seleção principal, perante a Turquia, válido pelas eliminatórias para a Euro 2008.
Depois da aposentadoria de Takis Fyssas, tornou-se o lateral-esquerdo titular, embora no Olympiakos atuasse como lateral-direito. O primeiro gol saiu em 6 de setembro de 2008 diante do Luxemburgo em uma partida válida pelas eliminatórias da Copa do Mundo de 2010.
Fez parte dos convocados da Euro 2008, na qual disputou duas partidas, além de também ter ido ao Mundial de 2010 na África do Sul, onde, na segunda partida da fase de grupos, marcou o gol decisivo da vitória por 2 a 1 sobre a Nigéria, na primeira e histórica vitória helênica em uma Copa.
Vasilis participou ainda da Euro 2012.

## Títulos

### Clube

#### Competições nacionais
- Campeonato Grego: 6

Olympiakos: 2006-07, 2007-08, 2008-09, 2010-11, 2011-12, 2012-13
- Copa da Grécia: 3

Olympiakos: 2008, 2009, 2012
- Supercopa da Grécia: 1

Olympiakos: 2007